# Cristiano VI da Dinamarca
Cristiano VI (Copenhague, 30 de novembro de 1699 – Hørsholm, 6 de agosto de 1746) foi o Rei da Dinamarca e Noruega de 1730 até sua morte. Era filho do rei Frederico IV e de Luísa de Mecklemburgo-Güstrow, sendo um político habilidoso e um rei autoritário. Foi o primeiro monarca da Casa de Oldemburgo a abster-se de entrar em qualquer guerra.

## Juventude
A partir de 1706 Cristiano teve como seus tutores o mecklemburgues J.G. Holstein e o também alemão J.W. Schroder. Ele veio a compreender dinamarquês, porém utilizou a língua alemã no cotidiano, verbalmente e por escrito. Em seus diários, uma palavra dinamarquesa ocasionalmente cairá em sua pluma. Ele teve uma educação melhor e adquiriu mais conhecimento do que seu pai e avô, embora não o suficiente para um governante.
Como príncipe herdeiro Cristiano foi autorizado por seu pai, a encontrar uma esposa por si mesmo. Durante uma viagem pela Europa acompanhado pelo chanceler Ulrik Adolf Holstein o príncipe herdeiro optou por Sofia Madalena uma das damas de companhia na corte saxônica da rainha polonesa Christiane Eberhardine de Bramdenburgo, no castelo de Pretzsch. A princesa veio de uma marca minoritária da dinastia Hohenzollern (não maior do que as ilhas dinamarquesas Lolland-Falster). Ela tinha 13 irmãos e foi considerada um mal partido para a Dinamarca, mas o rei deu a sua permissão. Em cartas Cristiano, descreveu seu afeto pela intensa religiosidade da princesa, que o lembrou a si mesmo. Eles se casaram em 7 de agosto de 1721, enquanto Cristiano era príncipe herdeiro. O casamento foi realizado em Pretzsch no Eleitorado da Saxônia.

## Reinado

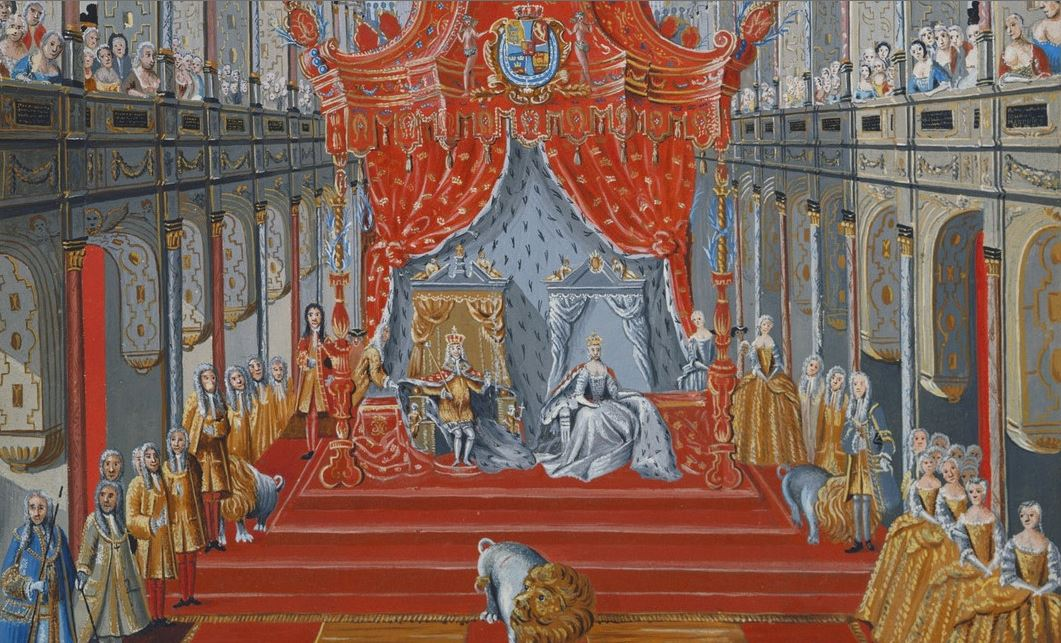
A unção de Cristiano e Sofia Madalena como reis da Dinamarca-Noruega, em 1731.

O rei foi tímido e introvertido por natureza e permaneceu longe do público. O novo casal real viveu uma vida reclusa e, embora pietista, foram rodeados pelo esplendor luxuriante de sua corte. Por trás das cortinas sempre fechadas de suas carruagens estabeleceu-se uma das eras mais tirânicas, repressivas e puritanas da história dinamarquesa.
Sua corte congelada no tempo, foi dita ser de "grande monotonia". A música era religiosa e nunca foi dançada. O rei, tanto por razões de saúde e religiosas, raramente organizou ou participou em caçadas.
A indignação de Cristiano pela promiscuidade e bigamia de seu pai, a razão para a grande tristeza de sua falecida mãe, levou-o a uma de suas primeiras ações de governo, invertendo a vontade do pai e privando a rainha viúva Ana Sofia Reventlow, a segunda esposa morganática de Frederico IV, de uma grande parte da riqueza que ela tinha herdado. Finalmente exilando-a para a propriedade Clausholm, sua casa de infância.

Durante os primeiros dez anos de seu governo, Cristiano teve como principal conselheiro seu primo por parte materna, o conde Cristiano-Ernesto de Stolberg-Wernigerode, que tinha participação em quase tudo, desde a demissão de cozinheiros na cozinha da rainha, à políticas externas do reino. Ele apoiou firmemente o rei a manter a aliança britânica, que levou ao casamento entre a filha mais jovem de Jorge II da Grã-Bretanha com seu primogênito, outros planos políticos provenientes desta aliança seria a união dinástica da filha mais jovem de Cristiano, Luísa, com o duque de Cumberland, filho mais jovem do rei britânico, porem este nunca veio a uma conclusão. Por fim em 1740 planos políticos direcionaram o foco para uma aliança com os Bourbons da França, o rei tinha planos ambiciosos e deseja que sua única filha se tornara rainha da Suécia, casando-se com um dos candidatos ao trono então vago daquele reino, o candidato seria o conde-palatino de Zweibrücken-Birkenfeld apoiado pela casa de Bourbon, porem todos os planos foram frustrados, sendo eleito o candidato da casa de Gottorp, o rei não nutria nenhum interesse em quaisquer relação com um membro desta dinastia que por longos anos fora uma das principais rivais na disputa condominial dos ducados de Eslevico e Holsácia, assim que todos os planos acabaram por frustrados.

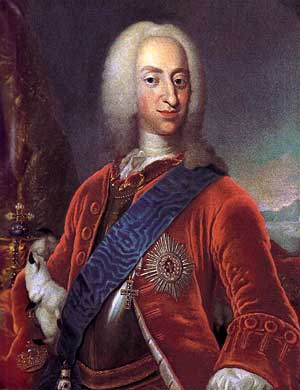
Retrato do Rei, atribuído ao pintor da corte J.S.Wahl.

 Esse período também coincidiu com a situação político-militar no Sacro Império, que já não permitia que seu primo, como um príncipe vassalo do imperador a ser um conselheiro de estado no exterior.
Em  1742 fora assinado "O Tratado de San Ildefonso", entre o Reino da Espanha e a Dinamarca-Noruega, estabelecendo as condições que regiam as relações comerciais e de amizade entre os dois países.

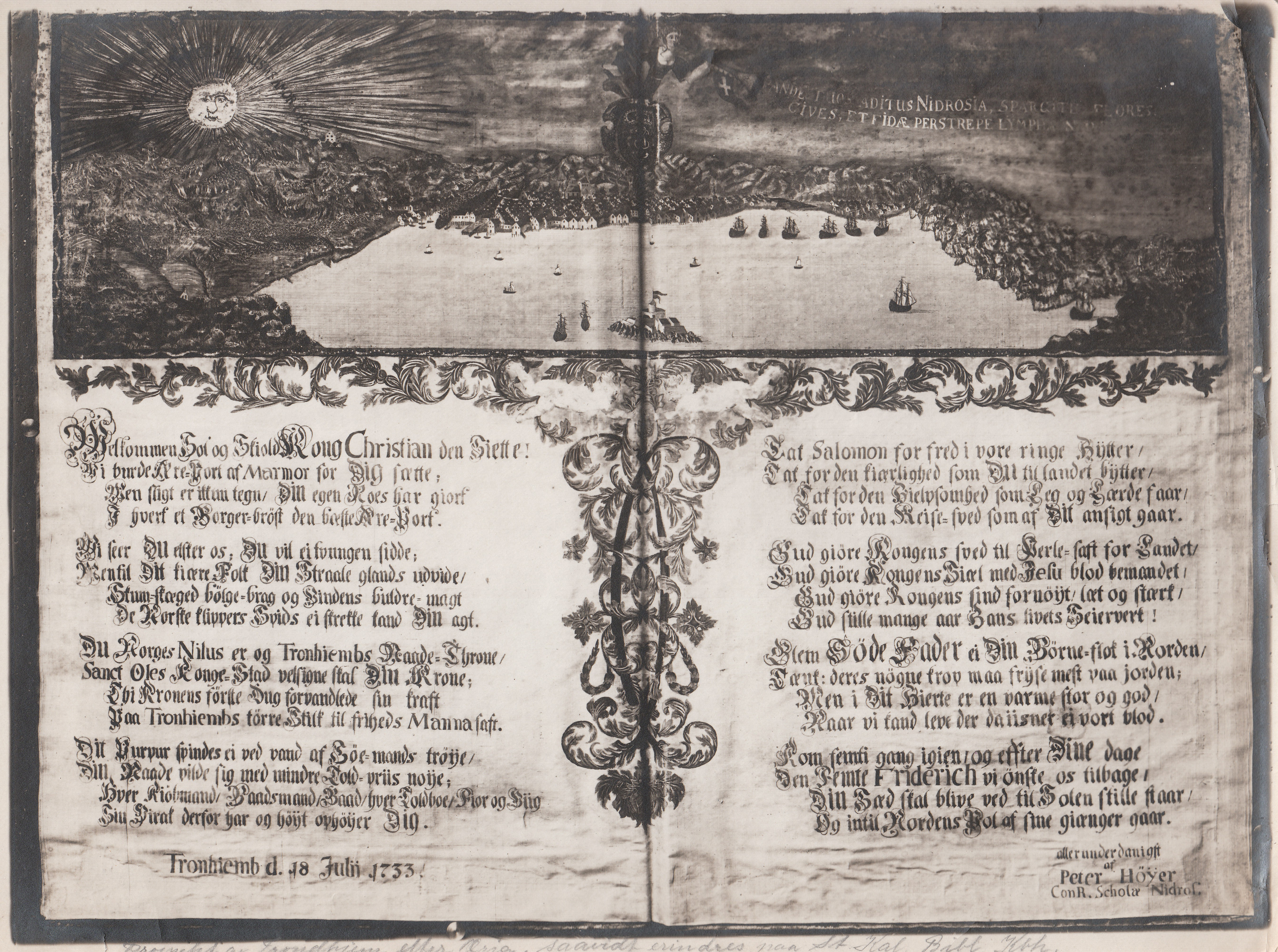
Gravura de poema / discurso de Peter Hoyer realizada em sua chegada à cidade de Trondheim.

José del Campillo y Cossio, em nome de Filipe V de Espanha e Frederik Ludvig, Barão Dehn, em nome de Cristiano VI , no Palácio Real de La Granja de San Ildefonso no dia 18 de Julho, 1742 acordaram os principais pontos do tratado, que permitia a liberdade de navegação para frotas de ambos países nos portos do outro signatário, com exceção de embarcações espanholas na Islândia, Ilhas Faroe, e colônias dinamarquesas na Groenlândia, Nordland e Finnmark, onde ordens do governo dinamarquês não permitia quaisquer comércio senão com a Dinamarca.
Navios mercantes poderiam entrar e negociar livremente em portos espanhóis, mediante declaração de bens e pagamento de práticas fiscais. Materiais para a construção naval dinamarqueses estariam isentos de imposto na Espanha. Os peixes dinamarqueses pagariam apenas a metade dos impostos incidentes. Navios de guerra de cada um dos países signatários não poderiam entrar nos portos do outro em número superior a 6. Bens comercializados deveriam portar certificação de origem. Além de defesa mutua contra ataques piratas.
O tratado nunca fora realmente posto a prova, já que autoridades espanholas consideraram que a cláusula de isenção de metade dos impostos para a importação de peixe dinamarquês entrou em conflito com outros tratados com países terceiros, em que foram garantidos preferência no comércio com a Espanha. Em 1753 o acordo foi anulado.
Para a posteridade Cristiano VI é sabido principalmente como um governante religioso. Ele foi profundamente dedicado ao pietismo, e durante todo o seu reinado ele tentou transmitir seus ensinamentos ao seus súditos. A pressão religiosa por ele imposta, juntamente com a sua falta de charme pessoal, fez dele um dos reis absolutistas mais impopulares da Dinamarca. Posteriormente os historiadores tentaram reabilitar sua reputação. Eles ressaltaram que ele não era tão intolerante como tinha sido dito. Contudo, a impressão negativa, perdurou através dos anos.
Uma de suas reformas domésticas foi a introdução da stavnsbånd, uma lei de 1733 que forçava os camponeses a permanecer em suas regiões de origem, e os sujeitava a subjugação tanto a nobreza local quanto ao exército. Embora a ideia por trás dessa lei fora, provavelmente, para garantir um número constante de soldados camponeses, que mais tarde foi amplamente considerado como a última subjugação do campesinato dinamarquês. Este ato também danificou em grande parte a reputação de Cristiano. A lei foi abolida em 1788.

Cristiano VI foi também um grande empreiteiro, houve numerosas "atividades de construção" ligadas ao seu mandato, e ele foi provavelmente o maior construtor dinamarquês do século XVIII. Sua rainha também fez um esforço notável. Entre suas obras estão o palácio real de Christiansborg (construído 1732-42, incendiado 1794, reconstruído), o palácio de Hirschholm em Zelândia do Norte no atual município de Hørsholm (construído 1737-39, demolido 1812) e o palacete Eremitage (construído 1734-1736, ainda de pé).

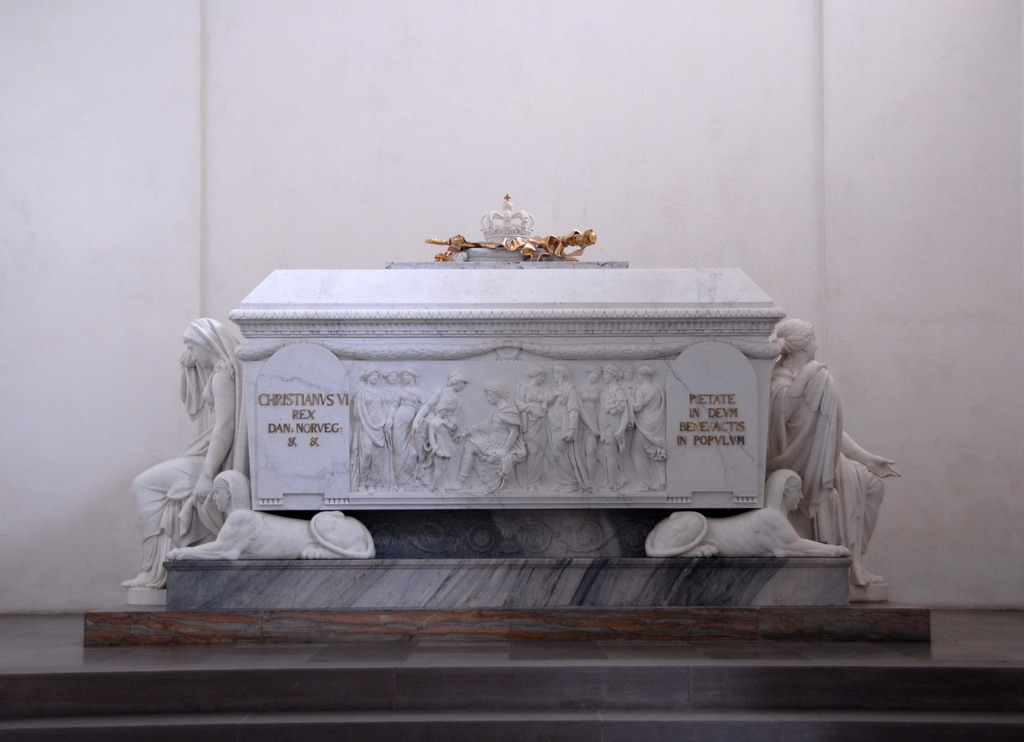
Sarcófago de Cristiano VI, Wiedewelt escolheu como seus elementos de apoio esfinges egípcias.

 Para o príncipe herdeiro Frederico (V), foi construído o palácio do príncipe em Kalveboderne (1743-1744 ainda está de pé, como o Museu Nacional). Estes caros edifícios foram erguidos financiado pelo Øresundstolden com a finalidade de representar o poder ea riqueza do reino dinamarquês, mas também se tornou um fardo econômico sobre os súditos.
A Dinamarca-Noruega sob seu reinado foi estritamente neutra, algumas novas empresas e bancos foram fundadas. Pessoalmente, Cristiano era um homem com uma tendência a fugir a sociedade humana. Desde a sua juventude, ele era muito doente, e várias doenças levou-o à sua morte precoce.

### Morte
Em 6 de agosto de 1746 - um dia antes de suas bodas de prata- o rei morreu no palácio de verão de Hirschholm. Ele foi enterrado na Catedral de Roskilde. O memorial neoclássico foi projetado pelo escultor Johannes Wiedewelt encomendado pela rainha viúva. O monumento de mármore foi completado em 1768, mas não instalado na Catedral de Roskilde até 1777. O monumento inclui um sarcófago e duas figuras femininas, "Sørgen" ("Tristeza") e "Berømmelsen" ("Fama"). Este foi o primeiro sarcófago neoclássico na Dinamarca e é considerado como o início do neoclassicismo naquele país.

### Bibliografía
- H. L. Møller: Kong Kristian VI og grev Kristian Ernst af Stolberg-Wernigerode, 1889.
- E. Holm: Danm.-Norges hist. 1720-1814 II, 1894.